# Antoine Rabillard
Antoine Rabillard, né le 22 septembre 1995 à Rodez, est un footballeur français qui joue au poste d'avant-centre au Mans FC.

## Biographie

### Carrière en club

#### Formation à Béziers et à l'OM
Antoine Rabillard débute le football durant son enfance mais ne parvient pas à intégrer un centre de formation. Il commence le football des l’enfance jusqu’en U15 au club de Saint Martin Gazelec. Il joue ensuite un an à Caslelnau-le-Lez jusqu'en U17 avant de rejoindre l'AS Béziers où il jouera ses premiers matchs avec l'équipe première qui évolue en CFA.
Ses débuts précoces lui permet d'intégrer l'équipe réserve de l'Olympique de Marseille puis de débuter avec l'équipe première en Ligue 1. Il inscrit son premier et seul but avec l'OM au Vélodrome face au LOSC en Ligue 1.

#### Retour à Béziers et débuts en Ligue 2
Après avoir été écarté de l'effectif professionnel de l'OM à la suite du départ de Míchel, Rabillard retourne à l'AS Béziers qui est monté depuis en National. Auteur de 7 buts, il participe à la montée de Béziers en Ligue 2. Il connaîtra une saison plus difficile en Ligue 2 où n'inscrira que 2 buts.

#### Départ aux Pays-Bas
Il quitte la France pour les Pays-Bas et le club de Go Ahead Eagles. En deux saisons, il inscrit 15 buts et participe à la montée du club en Eredivisie.

#### Retour en France à l'US Concarneau
Après deux saisons aux Pays-Bas, il retourne en France et en National à l'US Concarneau. Sa première saison dans le Finistère est en demi-teinte puisqu'après un bon début de saison (3 buts et 4 passes décisives en 18 matchs), il  est victime d’une disjonction accromion claviculaire après un contact avec le gardien de Villefranche-Beaujolais. Pour sa seconde saison à Concarneau, il participe à la montée des Thoniers en Ligue 2 en inscrivant 12 buts et en délivrant 7 passes décisives.

#### Départ au Mans
Rabillard décide de rejoindre Le Mans FC bien que le club joue en National alors qu'il avait l'opportunité de retrouver la Ligue 2 avec l'US Concarneau. Pour sa première saison, il inscrit 4 buts et connaît un début de saison 2024-2025 difficile en jouant très peu et n'inscrivant aucun but en championnat.

## Statistiques
| Saison                | Club                        | Championnat           | Championnat | Championnat | Championnat | Coupe nationale | Coupe nationale | Coupe nationale | Coupe de la Ligue | Coupe de la Ligue | Coupe de la Ligue | Total | Total | Total |
| Saison                | Club                        | Division              | M.          | B.          | P.d.        | M.              | B.              | P.d.            | M.                | B.                | P.d.              | M.    | B.    | P.d.  |
| 2012-2013             | AS Béziers                  | CFA                   | 1           | 0           | 0           | -               | -               | -               | -                 | -                 | -                 | 1     | 0     | 0     |
| 2013-2014             | AS Béziers                  | CFA                   | 2           | 0           | 0           | -               | -               | -               | -                 | -                 | -                 | 2     | 0     | 0     |
| Sous-total            | Sous-total                  | Sous-total            | 3           | 0           | 0           | -               | -               | -               | -                 | -                 | -                 | 3     | 0     | 0     |
| 2014-2015             | Olympique de Marseille rés. | CFA 2                 | 13          | 2           | 0           | -               | -               | -               | -                 | -                 | -                 | 13    | 2     | 0     |
| 2015-2016             | Olympique de Marseille rés. | CFA                   | 20          | 5           | 0           | -               | -               | -               | -                 | -                 | -                 | 20    | 5     | 0     |
| 2016-2017             | Olympique de Marseille rés. | CFA                   | 19          | 3           | 0           | -               | -               | -               | -                 | -                 | -                 | 19    | 3     | 0     |
| Sous-total            | Sous-total                  | Sous-total            | 52          | 10          | 0           | -               | -               | -               | -                 | -                 | -                 | 52    | 10    | 0     |
| 2015-2016             | Olympique de Marseille      | Ligue 1               | 3           | 1           | 0           | 1               | 0               | 0               | 1                 | 0                 | 0                 | 5     | 1     | 0     |
| 2016-2017             | Olympique de Marseille      | Ligue 1               | 2           | 0           | 0           | -               | -               | -               | -                 | -                 | -                 | 2     | 0     | 0     |
| Sous-total            | Sous-total                  | Sous-total            | 5           | 1           | 0           | 1               | 0               | 0               | 1                 | 0                 | 0                 | 7     | 1     | 0     |
| 2017-2018             | AS Béziers                  | National              | 27          | 7           | 1           | -               | -               | -               | -                 | -                 | -                 | 27    | 7     | 1     |
| 2018-2019             | AS Béziers                  | Ligue 2               | 24          | 2           | 3           | 1               | 0               | 0               | -                 | -                 | -                 | 25    | 2     | 3     |
| Sous-total            | Sous-total                  | Sous-total            | 51          | 9           | 4           | 1               | 0               | 0               | -                 | -                 | -                 | 52    | 9     | 4     |
| 2019-2020             | Go Ahead Eagles             | Eerste Divisie        | 24          | 9           | 5           | 4               | 2               | 0               | -                 | -                 | -                 | 28    | 11    | 5     |
| 2020-2021             | Go Ahead Eagles             | Eerste Divisie        | 29          | 6           | 3           | 2               | 1               | 1               | -                 | -                 | -                 | 31    | 7     | 4     |
| Sous-total            | Sous-total                  | Sous-total            | 53          | 15          | 8           | 6               | 3               | 1               | -                 | -                 | -                 | 59    | 18    | 9     |
| 2021-2022             | US Concarneau               | National              | 18          | 3           | 4           | 2               | 3               | 0               | -                 | -                 | -                 | 20    | 6     | 4     |
| 2022-2023             | US Concarneau               | National              | 33          | 12          | 7           | 2               | 0               | 0               | -                 | -                 | -                 | 35    | 12    | 7     |
| Sous-total            | Sous-total                  | Sous-total            | 51          | 15          | 11          | 4               | 3               | 0               | -                 | -                 | -                 | 55    | 18    | 11    |
| 2023-2024             | Le Mans FC                  | National              | 30          | 4           | 4           | 2               | 2               | 1               | -                 | -                 | -                 | 32    | 6     | 5     |
| 2024-2025             | Le Mans FC                  | National              | 27          | 4           | 2           | 6               | 4               | 1               | -                 | -                 | -                 | 33    | 8     | 3     |
| 2025-2026             | Le Mans FC                  | Ligue 2               | 1           | 0           | 1           | -               | -               | -               | -                 | -                 | -                 | 1     | 0     | 1     |
| Sous-total            | Sous-total                  | Sous-total            | 58          | 8           | 7           | 8               | 6               | 2               | -                 | -                 | -                 | 66    | 14    | 9     |
| Total sur la carrière | Total sur la carrière       | Total sur la carrière | 273         | 58          | 30          | 20              | 12              | 3               | 1                 | 0                 | 0                 | 294   | 70    | 33    |

## Palmarès

### En club
- US Concarneau
- National
  - Champion : 2023